# Сольницев, Ремир Иосифович
Ремир Иосифович Сольницев (род. 10 ноября 1933, Ленинград) — советский самбист, призёр чемпионата СССР, почётный мастер спорта СССР (1963), Мастер спорта России международного класса (2003), тренер. Учёный, специалист в области информационных технологий, доктор технических наук, автор многих научных трудов.

## Биография
Увлёкся борьбой в 1951 году. Его тренером был Иван Васильев. Выступал за клуб «Динамо» (Ленинград). В 1956—1960 годах был членом сборной команды СССР. Мастер спорта СССР по самбо (1957).
Выпускник Ленинградского электротехнического института имени В. И. Ленина (ЛЭТИ) 1956 года. Тренировал сборную ЛЭТИ по самбо. В 1959 году его команда стала чемпионом СССР среди вузов.
Профессор (1972). В 1969 году защитил докторскую диссертацию. В 1993 году ему было присвоено звание Заслуженный деятель науки и техники РСФСР. Является академиком Академии информатики, Петровской академии наук и искусств, Академии технической кибернетики.
Возглавляет созданный в 2005 году Международный институт инжиниринга в экологии и безопасности человека (МИИЭБЧ). Автор более 300 научных работ, монографий, учебников и изобретений.

## Спортивные результаты
- Чемпионат СССР по самбо 1958 года — ;

## Награды
- Мастер спорта России международного класса
- Заслуженный деятель науки и техники Российской Федерации (29 декабря 1994) — за заслуги в научной деятельности